# جائزة باسيفيك الكبرى 1994
جائزة باسيفيك الكبرى 1994 هو سباق فورمولا 1 أقيم بتاريخ 17 أبريل 1994 في أوبرا عايدة، أوكاياما، اليابان. كان الثاني من أصل 16 في بطولة العالم لسباقات الفورمولا واحد موسم 1994. حلّ الألماني مايكل شوماخر أولا بينما جاء النمساوي غيرهارد بيرغر في المركز الثاني وحصل على المركز الثالث البرازيلي روبنز باركيلو.